# Stazione meteorologica di Bologna Borgo Panigale
La stazione meteorologica di Bologna Borgo Panigale è la stazione meteorologica di riferimento per il Servizio Meteorologico dell'Aeronautica Militare e per l'Organizzazione Mondiale della Meteorologia, relativa alla città di Bologna.

## Caratteristiche

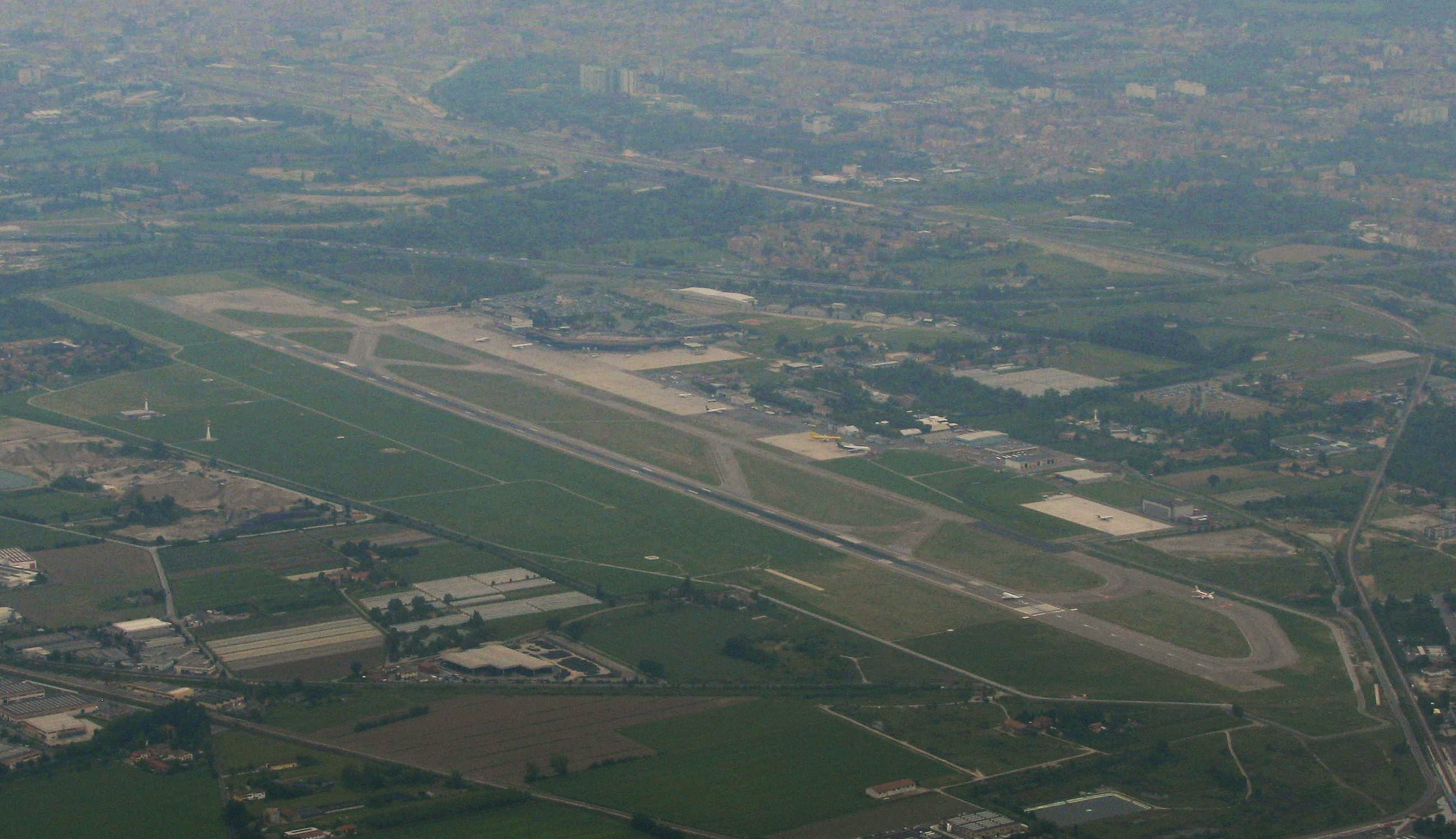
Veduta aerea dell'area di ubicazione della stazione meteorologica

La stazione meteorologica, gestita dall'ENAV, si trova nell'Italia nord-orientale, in Emilia-Romagna, nel comune di Bologna, in località Borgo Panigale, presso l'aeroporto G. Marconi, a 42 metri s.l.m. e alle coordinate geografiche 44°32′11.9″N 11°17′44.92″E.

## Medie climatiche ufficiali

### Dati climatologici 1971-2000
In base alle medie climatiche del trentennio 1971-2000, le più recenti in uso, la temperatura media del mese più freddo, gennaio, è di +2,7 °C, mentre quella del mese più caldo, luglio, è di +24,5 °C; mediamente si contano 49 giorni di gelo all'anno e 46 giorni annui con temperatura massima uguale o superiore ai 30 °C. Nel trentennio esaminato, i valori estremi di temperatura sono i +39,7 °C del luglio 1983 e del luglio 1999 e i -17,0 °C del gennaio 1979 (valore però superiore ai -18,2 °C del gennaio 1966).
Le precipitazioni medie annue si attestano a 671 mm, mediamente distribuite in 74 giorni, con minimo relativo in inverno, picco massimo in autunno e massimo secondario in primavera per gli accumuli totali stagionali.
L'umidità relativa media annua fa registrare il valore di 73,6% con minimo di 66% a luglio e massimo di 83% a novembre; mediamente si contano 70 giorni all'anno con episodi di foschia.
Di seguito è riportata la tabella con le medie climatiche e i valori massimi e minimi assoluti registrati nel trentennio 1971-2000 e pubblicati nell'Atlante Climatico d'Italia del Servizio Meteorologico dell'Aeronautica Militare relativo al medesimo trentennio.
| Bologna Borgo Panigale (1971-2000) | Mesi         | Mesi         | Mesi        | Mesi        | Mesi        | Mesi        | Mesi        | Mesi        | Mesi        | Mesi        | Mesi        | Mesi         | Stagioni | Stagioni | Stagioni | Stagioni | Anno  |
| Bologna Borgo Panigale (1971-2000) | Gen          | Feb          | Mar         | Apr         | Mag         | Giu         | Lug         | Ago         | Set         | Ott         | Nov         | Dic          | Inv      | Pri      | Est      | Aut      | Anno  |
| ---------------------------------- | ------------ | ------------ | ----------- | ----------- | ----------- | ----------- | ----------- | ----------- | ----------- | ----------- | ----------- | ------------ | -------- | -------- | -------- | -------- | ----- |
| T. max. media (°C)                 | 6,0          | 9,0          | 14,2        | 17,7        | 23,0        | 27,1        | 30,4        | 29,8        | 25,4        | 18,6        | 11,1        | 6,8          | 7,3      | 18,3     | 29,1     | 18,4     | 18,3  |
| T. min. media (°C)                 | −0,5         | 0,9          | 4,1         | 7,4         | 12,0        | 15,7        | 18,5        | 18,4        | 14,8        | 10,1        | 4,3         | 0,4          | 0,3      | 7,8      | 17,5     | 9,7      | 8,8   |
| T. max. assoluta (°C)              | 20,0 (1974)  | 24,8 (1990)  | 26,1 (1997) | 27,6 (1995) | 32,8 (1999) | 34,8 (1990) | 39,7 (1999) | 39,5 (1998) | 34,1 (1987) | 29,8 (1997) | 22,1 (1997) | 22,8 (1989)  | 24,8     | 32,8     | 39,7     | 34,1     | 39,7  |
| T. min. assoluta (°C)              | −17,0 (1979) | −11,6 (1991) | −7,0 (1976) | −1,0 (1977) | 0,8 (1976)  | 7,0 (1977)  | 9,0 (1978)  | 9,7 (1995)  | 4,5 (1977)  | 0,1 (1997)  | −7,4 (1988) | −11,4 (1977) | −17,0    | −7,0     | 7,0      | −7,4     | −17,0 |
| Giorni di calura (Tmax ≥ 30 °C)    | 0            | 0            | 0           | 0           | 0           | 7           | 19          | 17          | 3           | 0           | 0           | 0            | 0        | 0        | 43       | 3        | 46    |
| Giorni di gelo (Tmin ≤ 0 °C)       | 17           | 11           | 3           | 0           | 0           | 0           | 0           | 0           | 0           | 0           | 4           | 14           | 42       | 3        | 0        | 4        | 49    |
| Precipitazioni (mm)                | 34,0         | 44,3         | 54,2        | 74,2        | 58,0        | 57,3        | 40,5        | 52,5        | 67,5        | 72,3        | 68,0        | 48,5         | 126,8    | 186,4    | 150,3    | 207,8    | 671,3 |
| Giorni di pioggia                  | 6            | 6            | 7           | 8           | 8           | 6           | 4           | 5           | 5           | 7           | 6           | 6            | 18       | 23       | 15       | 18       | 74    |
| Giorni di nebbia                   | 17           | 10           | 6           | 3           | 2           | 1           | 0           | 0           | 1           | 6           | 11          | 13           | 40       | 11       | 1        | 18       | 70    |
| Umidità relativa media (%)         | 81           | 75           | 70          | 71          | 69          | 69          | 66          | 68          | 71          | 78          | 83          | 82           | 79,3     | 70       | 67,7     | 77,3     | 73,6  |

### Dati climatologici 1961-1990
In base alla media trentennale di riferimento 1961-1990, ancora in uso per l'Organizzazione meteorologica mondiale e definita Climate Normal (CLINO), la temperatura media del mese più freddo, gennaio, si attesta ai +1,7 °C; quella del mese più caldo, luglio, è di +24,1 °C; mediamente, si verificano 57 giorni di gelo all'anno. Nel medesimo trentennio, la temperatura minima assoluta ha toccato i -18,8 °C nel gennaio 1966 (media delle minime assolute annue di -9,9 °C), mentre la massima assoluta ha fatto registrare i +39,6 °C nel luglio 1983 (media delle massime assolute di +35,6 °C).
La nuvolosità media annua si attesta a 4,2 okta giornalieri, con minimo di 2,5 okta giornalieri in luglio e massimo di 5,4 okta giornalieri a gennaio.
Le precipitazioni medie annue si aggirano sui 700 mm, distribuite mediamente in 81 giorni, con minimi relativi in inverno ed estate e picchi moderati in primavera ed autunno.
L'umidità relativa media annua fa registrare il valore di 73,6% con minimo di 65% a luglio e massimi di 84% a novembre e a dicembre.
L'eliofania assoluta media annua si attesta a 5,6 ore giornaliere, con massimo di 9,4 ore giornaliere a luglio e minimo di 2,4 ore giornaliere a dicembre.
La pressione atmosferica media annua normalizzata al livello del mare fa registrare il valore di 1016,2 hPa, con massimi di 1019 hPa a gennaio e ad ottobre e minimo di 1014 hPa ad aprile.
Il vento presenta una velocità media annua di 3,2 m/s, con minimi di 3 m/s a settembre, a ottobre, a dicembre e a gennaio e massimo di 3,4 m/s ad aprile; le direzioni prevalenti sono di ponente a gennaio e a febbraio, di libeccio tra marzo e ottobre, di maestrale a novembre e a dicembre.
| Bologna Borgo Panigale (1961-1990)                   | Mesi         | Mesi         | Mesi        | Mesi        | Mesi        | Mesi        | Mesi        | Mesi        | Mesi        | Mesi        | Mesi        | Mesi         | Stagioni | Stagioni | Stagioni | Stagioni | Anno    |
| Bologna Borgo Panigale (1961-1990)                   | Gen          | Feb          | Mar         | Apr         | Mag         | Giu         | Lug         | Ago         | Set         | Ott         | Nov         | Dic          | Inv      | Pri      | Est      | Aut      | Anno    |
| ---------------------------------------------------- | ------------ | ------------ | ----------- | ----------- | ----------- | ----------- | ----------- | ----------- | ----------- | ----------- | ----------- | ------------ | -------- | -------- | -------- | -------- | ------- |
| T. max. media (°C)                                   | 4,8          | 8,2          | 13,4        | 17,8        | 22,7        | 26,8        | 29,9        | 29,2        | 25,3        | 18,9        | 11,1        | 5,9          | 6,3      | 18,0     | 28,6     | 18,4     | 17,8    |
| T. min. media (°C)                                   | −1,5         | 0,8          | 3,9         | 7,6         | 11,8        | 15,6        | 18,2        | 17,9        | 14,8        | 10,1        | 4,3         | −0,3         | −0,3     | 7,8      | 17,2     | 9,7      | 8,6     |
| T. max. assoluta (°C)                                | 20,0 (1974)  | 24,8 (1990)  | 25,6 (1990) | 28,4 (1962) | 31,9 (1986) | 35,6 (1962) | 39,6 (1983) | 38,3 (1988) | 34,1 (1987) | 28,2 (1975) | 24,0 (1969) | 22,8 (1989)  | 24,8     | 31,9     | 39,6     | 34,1     | 39,6    |
| T. min. assoluta (°C)                                | −18,8 (1966) | −12,6 (1963) | −8,6 (1963) | −1,0 (1962) | 0,8 (1976)  | 7,0 (1977)  | 9,0 (1978)  | 9,7 (1969)  | 4,5 (1977)  | 0,2 (1974)  | −9,0 (1965) | −13,4 (1963) | −18,8    | −8,6     | 7,0      | −9,0     | −18,8   |
| Giorni di gelo (Tmin ≤ 0 °C)                         | 19           | 13           | 4           | 0           | 0           | 0           | 0           | 0           | 0           | 0           | 4           | 17           | 49       | 4        | 0        | 4        | 57      |
| Nuvolosità (okta al giorno)                          | 5,4          | 4,9          | 4,5         | 4,5         | 4,2         | 3,6         | 2,5         | 2,8         | 3,2         | 4,0         | 5,2         | 5,2          | 5,2      | 4,4      | 3,0      | 4,1      | 4,2     |
| Precipitazioni (mm)                                  | 42,9         | 44,9         | 60,4        | 67,0        | 65,0        | 52,6        | 42,8        | 57,9        | 61,0        | 71,6        | 81,3        | 61,0         | 148,8    | 192,4    | 153,3    | 213,9    | 708,4   |
| Giorni di pioggia                                    | 7            | 6            | 8           | 7           | 8           | 7           | 5           | 6           | 5           | 7           | 8           | 7            | 20       | 23       | 18       | 20       | 81      |
| Umidità relativa media (%)                           | 83           | 78           | 70          | 71          | 69          | 68          | 65          | 66          | 69          | 76          | 84          | 84           | 81,7     | 70       | 66,3     | 76,3     | 73,6    |
| Eliofania assoluta (ore al giorno)                   | 2,5          | 3,4          | 4,9         | 5,8         | 7,4         | 8,5         | 9,4         | 8,4         | 6,7         | 4,8         | 2,7         | 2,4          | 2,8      | 6,0      | 8,8      | 4,7      | 5,6     |
| Radiazione solare globale media (centesimi di MJ/m²) | 457          | 732          | 1 128       | 1 668       | 2 096       | 2 333       | 2 402       | 2 032       | 1 534       | 969         | 506         | 385          | 1 574    | 4 892    | 6 767    | 3 009    | 16 242  |
| Pressione a 0 metri s.l.m. (hPa)                     | 1 019        | 1 016        | 1 016       | 1 014       | 1 015       | 1 015       | 1 016       | 1 015       | 1 017       | 1 019       | 1 016       | 1 016        | 1 017    | 1 015    | 1 015,3  | 1 017,3  | 1 016,2 |
| Vento (direzione-m/s)                                | W 3,0        | W 3,3        | SW 3,2      | SW 3,4      | SW 3,3      | SW 3,2      | SW 3,2      | SW 3,1      | SW 3,0      | SW 3,0      | NW 3,1      | NW 3,0       | 3,1      | 3,3      | 3,2      | 3,0      | 3,2     |

### Dati climatologici 1951-1980
In base alle medie climatiche 1951-1980, la temperatura media del mese più caldo, luglio, si attesta a +23,7 °C, mentre la temperatura media del mese più freddo, gennaio, fa registrare il valore di +1,9 °C.
Nel trentennio esaminato, la temperatura massima più elevata di +38,2 °C risale al luglio 1952, mentre la temperatura minima più bassa di -18,8 °C fu registrata nel gennaio 1966.
| Bologna Borgo Panigale (1951-1980) | Mesi         | Mesi         | Mesi        | Mesi        | Mesi        | Mesi        | Mesi        | Mesi        | Mesi        | Mesi        | Mesi        | Mesi         | Stagioni | Stagioni | Stagioni | Stagioni | Anno  |
| Bologna Borgo Panigale (1951-1980) | Gen          | Feb          | Mar         | Apr         | Mag         | Giu         | Lug         | Ago         | Set         | Ott         | Nov         | Dic          | Inv      | Pri      | Est      | Aut      | Anno  |
| ---------------------------------- | ------------ | ------------ | ----------- | ----------- | ----------- | ----------- | ----------- | ----------- | ----------- | ----------- | ----------- | ------------ | -------- | -------- | -------- | -------- | ----- |
| T. max. media (°C)                 | 4,9          | 8,4          | 13,0        | 17,6        | 22,5        | 26,7        | 29,5        | 29,0        | 25,0        | 18,6        | 11,3        | 5,7          | 6,3      | 17,7     | 28,4     | 18,3     | 17,7  |
| T. min. media (°C)                 | −1,1         | 0,8          | 3,9         | 7,4         | 11,7        | 15,5        | 17,8        | 17,6        | 14,5        | 9,7         | 4,8         | −0,2         | −0,2     | 7,7      | 17,0     | 9,7      | 8,5   |
| T. max. assoluta (°C)              | 20,0 (1974)  | 18,6 (1959)  | 23,6 (1977) | 28,4 (1962) | 31,0 (1965) | 35,6 (1962) | 38,2 (1952) | 37,8 (1958) | 34,0 (1962) | 28,4 (1956) | 24,0 (1969) | 18,6 (1954)  | 20,0     | 31,0     | 38,2     | 34,0     | 38,2  |
| T. min. assoluta (°C)              | −18,8 (1966) | −14,4 (1956) | −8,6 (1963) | −1,4 (1956) | 0,8 (1976)  | 7,0 (1953)  | 9,0 (1978)  | 9,7 (1969)  | 4,5 (1977)  | 0,2 (1974)  | −9,0 (1965) | −13,4 (1963) | −18,8    | −8,6     | 7,0      | −9,0     | −18,8 |

### Dati climatologici 1931-1960
In base alle medie climatiche 1931-1960, la temperatura media del mese più freddo, gennaio, è di +1,5 °C (contro i +1,7 °C della media 1961-1990) mentre quella del mese più caldo, luglio, si attesta a +25,2 °C (contro i +24,1 °C della media 1961-1990); la temperatura media annua fa registrare il valore di +13,6 °C (contro i +13,2 °C della media 1961-1990).
Mediamente si contano 61 giorni di gelo all'anno (contro i 57 della media 1961-1990) e 109 giornate in cui si registrano precipitazioni, anche se inferiori alla soglia di 1 mm del giorno di pioggia.
| BOLOGNA BORGO PANIGALE (1931-1960) | Mesi | Mesi | Mesi | Mesi | Mesi | Mesi | Mesi | Mesi | Mesi | Mesi | Mesi | Mesi | Stagioni | Stagioni | Stagioni | Stagioni | Anno |
| BOLOGNA BORGO PANIGALE (1931-1960) | Gen  | Feb  | Mar  | Apr  | Mag  | Giu  | Lug  | Ago  | Set  | Ott  | Nov  | Dic  | Inv      | Pri      | Est      | Aut      | Anno |
| ---------------------------------- | ---- | ---- | ---- | ---- | ---- | ---- | ---- | ---- | ---- | ---- | ---- | ---- | -------- | -------- | -------- | -------- | ---- |
| T. max. media (°C)                 | 4,6  | 8,0  | 13,6 | 18,1 | 21,8 | 27,2 | 30,3 | 30,1 | 25,0 | 18,4 | 11,5 | 5,5  | 6,0      | 17,8     | 29,2     | 18,3     | 17,8 |
| T. min. media (°C)                 | −1,6 | 1,0  | 5,0  | 8,4  | 12,6 | 15,0 | 20,0 | 17,5 | 16,8 | 11,0 | 6,4  | 0,7  | 0,0      | 8,7      | 17,5     | 11,4     | 9,4  |
| Giorni di gelo (Tmin ≤ 0 °C)       | 21   | 18   | 5    | 0    | 0    | 0    | 0    | 0    | 0    | 0    | 1    | 16   | 55       | 5        | 0        | 1        | 61   |
| Giorni di pioggia                  | 8    | 8    | 10   | 11   | 12   | 9    | 5    | 6    | 8    | 12   | 10   | 10   | 26       | 33       | 20       | 30       | 109  |

## Valori estremi

### Temperature estreme mensili dal 1933 ad oggi
Nella tabella sottostante sono riportati i valori delle temperature estreme mensili dal 1933 ad oggi, con il relativo anno in cui sono state registrate; i dati finora validati dal Servizio Meteorologico dell'Aeronautica Militare iniziano nel 1951. Nel periodo esaminato, la temperatura minima assoluta ha toccato i -18,8 °C il 20 gennaio 1966 mentre la massima assoluta ha raggiunto i +40,1 °C il 4 agosto 2017, superando il precedente record di +39,6 °C stabilito nel luglio 1983 e poi ancora nel luglio 1999.
| BOLOGNA BORGO PANIGALE (1933-2023) | Mesi         | Mesi         | Mesi        | Mesi        | Mesi        | Mesi        | Mesi        | Mesi        | Mesi        | Mesi        | Mesi        | Mesi         | Stagioni | Stagioni | Stagioni | Stagioni | Anno  |
| BOLOGNA BORGO PANIGALE (1933-2023) | Gen          | Feb          | Mar         | Apr         | Mag         | Giu         | Lug         | Ago         | Set         | Ott         | Nov         | Dic          | Inv      | Pri      | Est      | Aut      | Anno  |
| ---------------------------------- | ------------ | ------------ | ----------- | ----------- | ----------- | ----------- | ----------- | ----------- | ----------- | ----------- | ----------- | ------------ | -------- | -------- | -------- | -------- | ----- |
| T. max. assoluta (°C)              | 20,7 (2000)  | 24,8 (1990)  | 27,0 (2012) | 30,6 (2011) | 34,9 (2009) | 38,3 (2019) | 39,6 (1983) | 40,1 (2017) | 34,8 (1949) | 31,7 (2023) | 24,0 (1969) | 23,1 (2023)  | 24,8     | 34,9     | 40,1     | 34,8     | 40,1  |
| T. min. assoluta (°C)              | −18,8 (1966) | −14,4 (1956) | −9,7 (2005) | −2,7 (2003) | 0,8 (1976)  | 7,0 (1953)  | 9,0 (1978)  | 9,7 (1969)  | 4,5 (1977)  | −1,8 (1950) | −9,0 (1965) | −17,0 (1933) | −18,8    | −9,7     | 7,0      | −9,0     | −18,8 |